# Randi Miller
Pour les articles homonymes, voir Miller.
Randi Miller est une lutteuse américaine spécialiste de la lutte libre né le 3 novembre 1983 à Berkeley (Californie).

## Biographie
Lors des Jeux olympiques d'été de 2008, elle remporte la médaille de bronze en combattant dans la catégorie des -63 kg.